# Arbre del paradís
L'arbre del paradís, arbre argentat, olivera de Bohèmia o cínamom (Elaeagnus angustifolia) és una espècie d'arbre caducifoli del gènere Elaeagnus.

## Descripció
Normalment és un arbust espinós o un petit arbre que arriba a fer de 5 a 7 m d'alt. La capçada és ampla i arrodonida. Les fulles són simples, de disposició alternada, lanceolades, de 4 a 9 cm de llarg i d'1 a 2,5 cm d'ample, de color verd grisós per sobre i argentades per sota. Flors axil·lars, en grups d'1-3, argentades per fora i de color groc crema per dins, erectes i aromàtiques. Tenen forma acampanada i 4 estams; apareixen a principi d'estiu. El fruit és una drupa d'1 a 1.5 cm de llarg, ovoide, amb un llarg peduncle, de color marró vermellós, comestible i de gust agradable. El tronc sol presentar formes retorçades, i l'escorça, de color fosc, presenta una textura clivellada.

## Distribució i hàbitat
És un arbre originari de l'oest i el centre d'Àsia, sud de Rússia i del Kazakhstan a Turquia. Sembla que es va començar a conrear el 1736, a Alemanya. De llavors ençà ha estat introduït a moltes altres zones, com el sud d'Europa i de Nord-amèrica, on s'ha naturalitzat. En alguns d'aquests llocs se la considera una planta invasora.
A la península Ibèrica el trobam normalment, en conreu i de forma aïllada. Un dels únics bosquets espontanis d'aquesta espècie es localitza al terme municipal de Valdemoro, al parc denominat "Bolitas del Airón".
Creix sobretot en indrets secs, formant petits bosquets o de forma aïllada, barrejada amb altres espècies arbustives. Com totes les espècies del gènere Elaeagnus realitza la fixació de nitrogen a través de les arrels, fet que li permet créixer en terrenys molt pobres.

## Conreu
Pot créixer a diversos tipus de sòls i ubicacions, tot i que prefereix els indrets assolellats i els sòls ben drenats. Resisteix perfectament la proximitat del mar, i aguanta temperatures mínimes de fins a -40 °C. Presenta també una gran tolerància a la sequera, l'alcalinitat i la salinitat.
Es pot reproduir fàcilment a partir de llavors, però també de forma vegetativa, a partir d'esqueixos. Es tracta d'un arbre de creixement ràpid.

## Usos
És un arbre molt usual en jardineria, valorat sobretot pel seu caràcter ornamental: les seves fulles argentades contrasten vivament amb el color verd d'altres espècies. Molt indicat per situacions costaneres, per la seva tolerància a la salinitat.
La seva capacitat per fixar nitrogen al sòl és també interessant, ja que permet incrementar el rendiment d'altres fruiters.
Els seus fruits, quan són madurs, tenen un sabor força agradable. Per altra banda, són una rica font de vitamines (especialment A, C i E) minerals i flavonoides.
L'oli essencial obtingut de les seves flors s'utilitza en perfumeria. D'aquest arbre se'n pot extreure també una goma que s'utilitza a la indústria tèxtil.
La seva fusta és dura, de gra fi, i s'utilitza per fer talles, mànecs d'eines, bigues, etc. També constitueix un excel·lent combustible.

## Etimologia
El seu nom comú és degut a la seva identificació (correcta o no) amb un dels arbres presents a l'Edèn del que es parla a la Bíblia. També se'l coneix amb el nom de "olivera de Bohèmia" per la seva semblança amb aquest arbre i al fet de ser abundant en aquella regió.
Pel que fa al seu nom científic, sembla que Carl von Linné el va triar basant-se en les paraules gregues "eleia" (olivera) y "agnos" (aloc, una planta que s'assembla, teòricament, a l'arbre). Altres fonts asseguren que el nom prové de la mateixa paraula grega "eleia" i de la també grega "gennao" (engendrar quelcom semblant), indicant així la seva semblança a l'olivera. El segon terme ("angustifolia") fa referència a la poca amplada de les seves fulles.

## Galeria

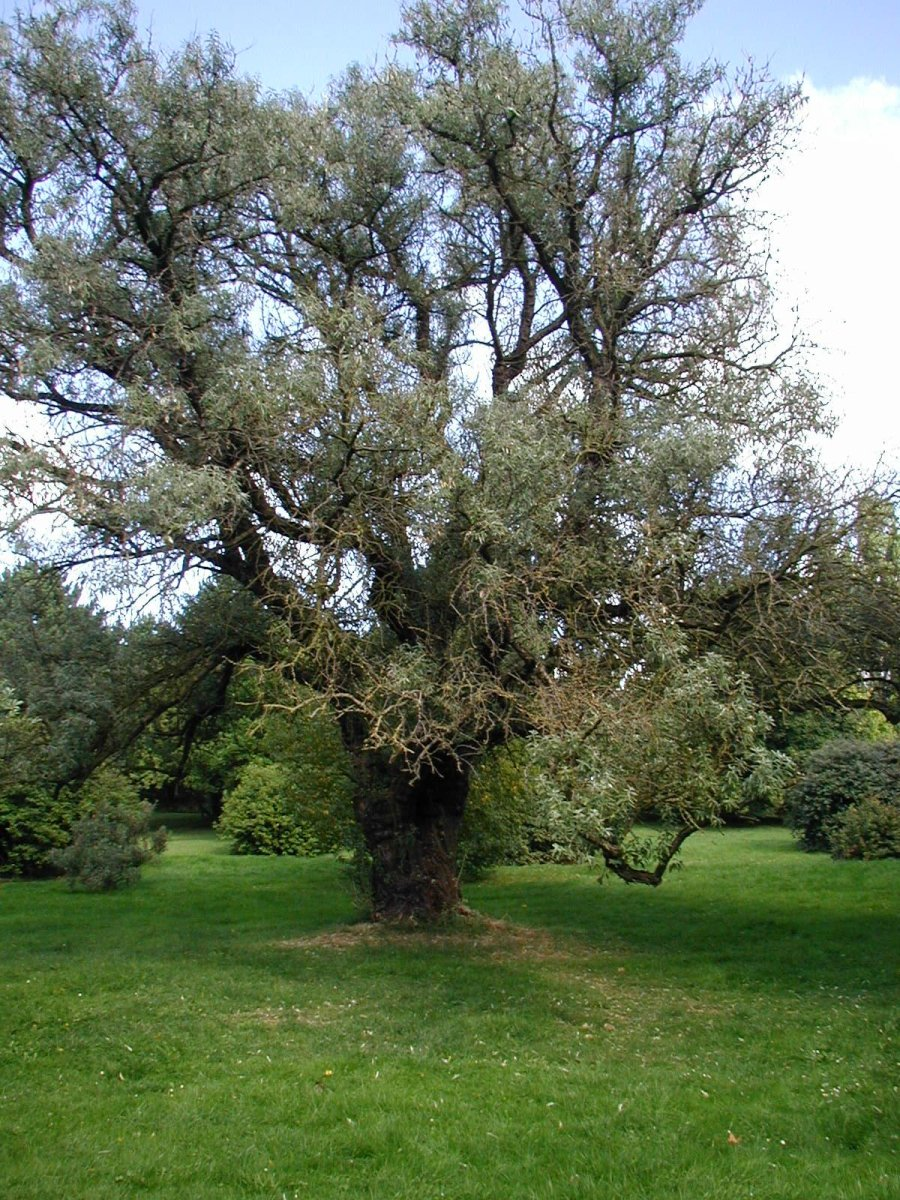
Al seu hàbitat
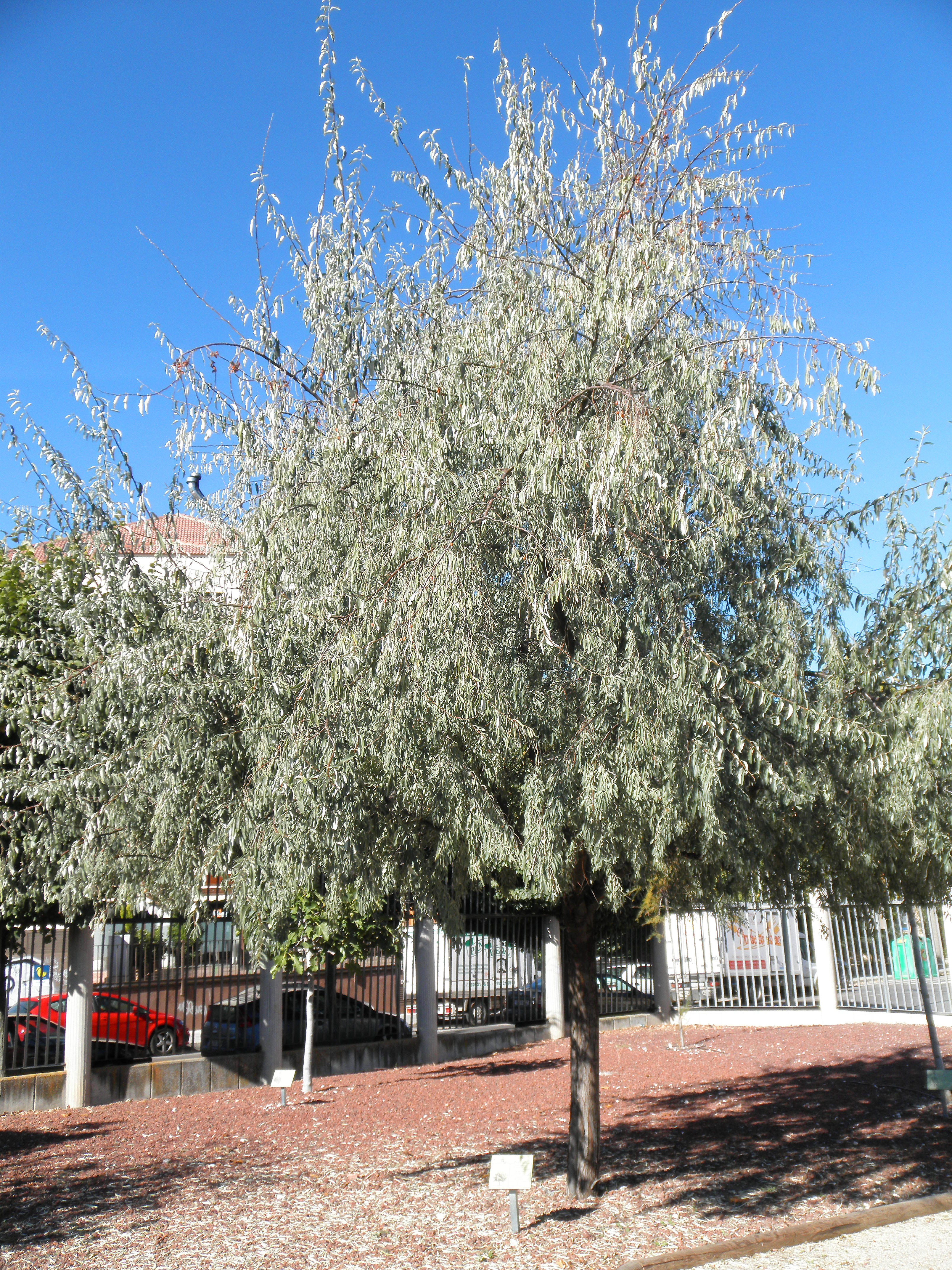
Vista de l'arbre
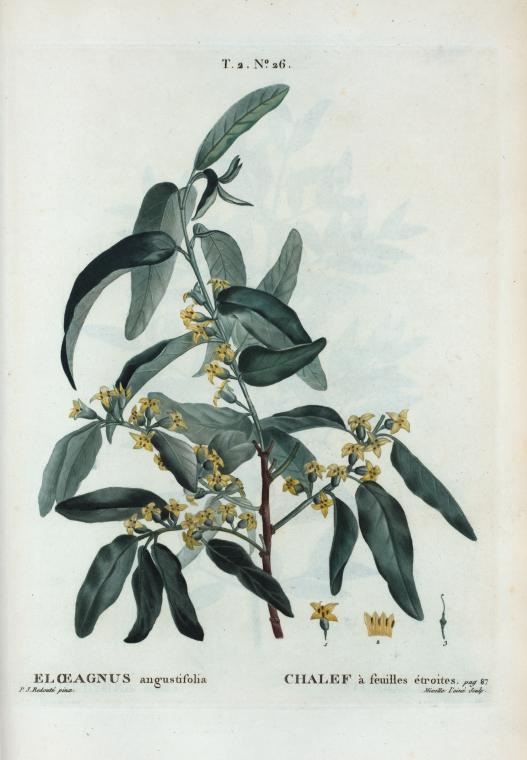
Il·lustració
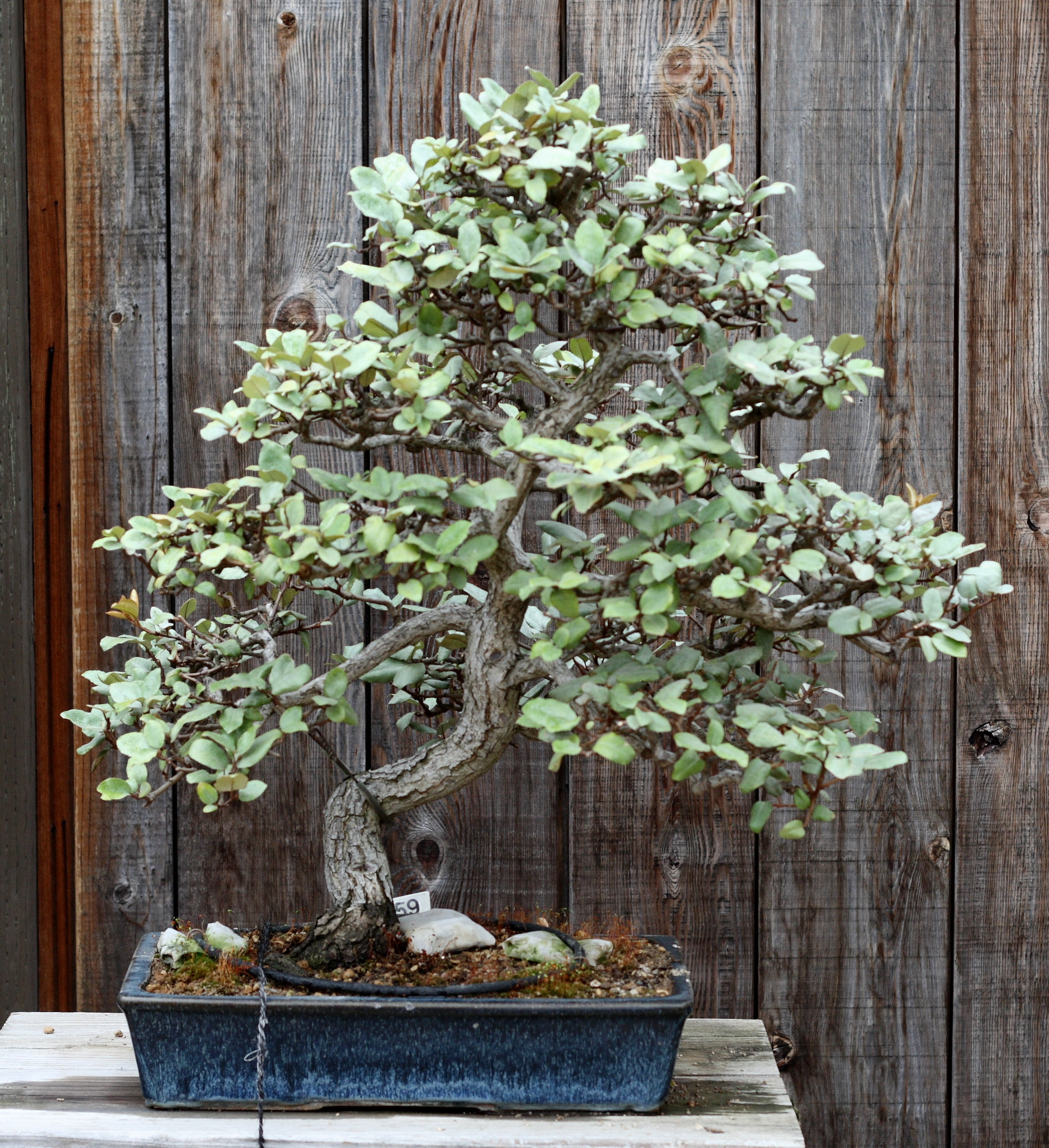
Com a bonsai
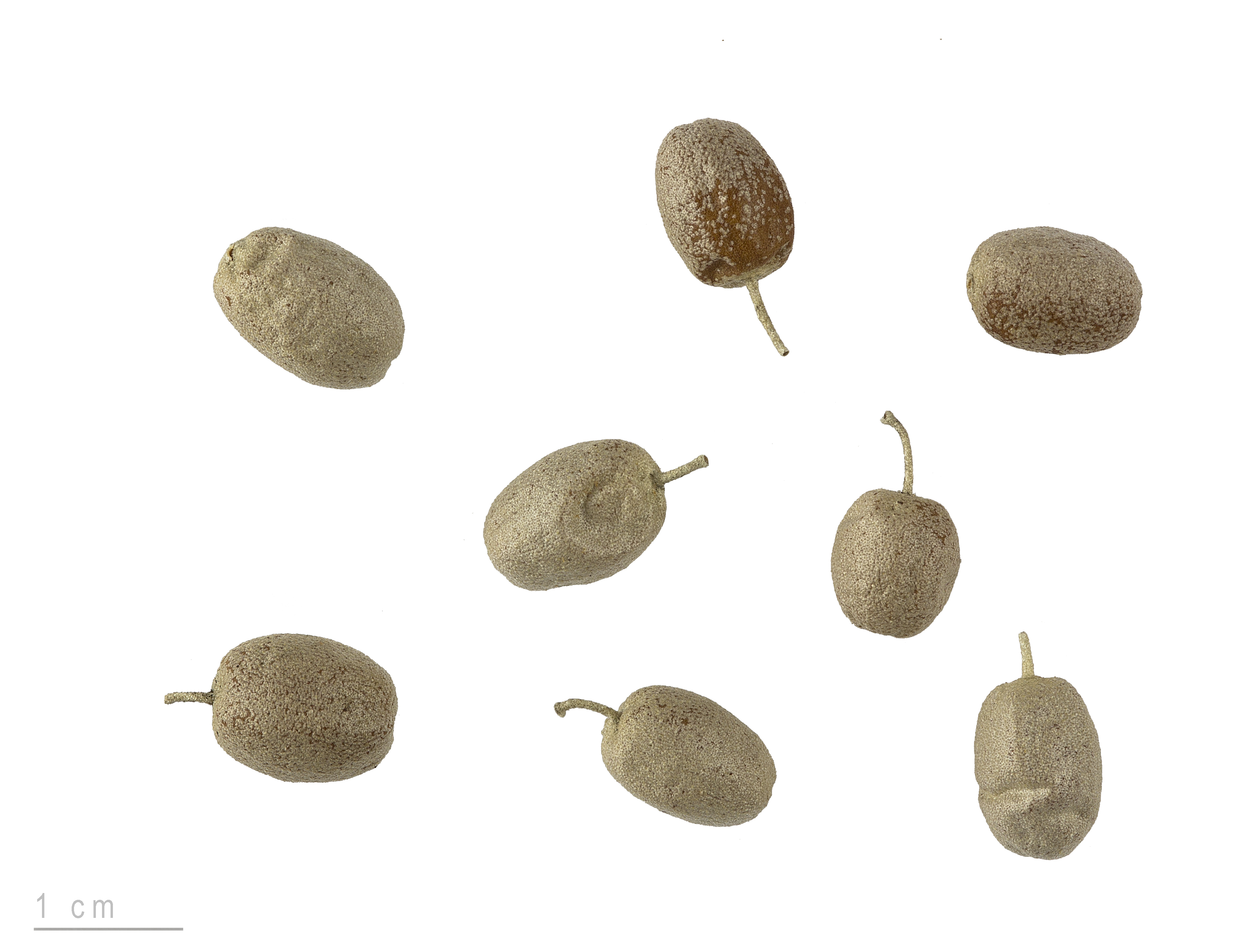
Elaeagnus angustifolia